# Joseph Donzé-Verteuil
Pour les articles homonymes, voir Donzé et Verteuil.
Joseph-François-Ignace Donzé, dit l'Abbé de Verteuil, puis Donzé-Verteuil, né le 20 octobre 1736 à Belfort et mort le 26 décembre 1818 à Nancy, est un ecclésiastique catholique, un homme de lettres et un révolutionnaire français, membre du Tribunal révolutionnaire.

## Famille et éducation
Issu d'une famille distinguée de la région de Belfort, il est le fils aîné de Jean-Nicolas Donzé, marchand, puis conseiller du roi et maître régent de la ville de Belfort, et d'Anne-Barbe Montagne, mariés en 1725 à Belfort. Son grand-père Nicolas Donzé et son oncle Jean-François sont maires héréditaires de Vézelois, tandis que son autre oncle Jean-Paul Donzé est grand-maire de l'assise du Comté de Belfort.
Il entre au noviciat de Nancy le 8 novembre 1760 et devient jésuite, suivi de peu par son frère cadet François-Xavier Donzé qui deviendra vicaire de son oncle Claude-François Verteuil, curé de Bermont auquel il succède en 1776.

## Abbé de cour à Paris: l'Abbé de Verteuil
La suppression de la Compagnie de Jésus, qui n'eut lieu qu'en 1768 dans le duché de Lorraine, le rendit à la vie séculière. Joseph Donzé se rendit à Paris, attiré par l'abbé Joseph Delaporte, ancien jésuite, Belfortain lui aussi, et entra, peut-être grâce à l'aide de ce dernier, comme chapelain au service de l'abbesse de Montmartre.
Il collabore sous le pseudonyme d'abbé de Verteuil, qui était, à la particule près, le nom de son oncle, à l'Année littéraire d'Élie Fréron de 1774 à 1776 et traduit du latin Les Nuits attiques d'Aulu-Gelle en 1776.

## Le révolutionnaire
Favorable à la Révolution, il prête le serment constitutionnel le 23 janvier 1791 et prit le pseudonyme d'Armand Verteuil.
Il est nommé par la Convention nationale à la séance du 13 mars 1793, en même temps que Jean-Baptiste Fleuriot-Lescot, un des deux substituts de l'accusateur public, autrement dit, de Fouquier-Tinville, près le tribunal criminel extraordinaire créé par la loi du 10 mars 1793.
Avant même l'entrée en vigueur de la loi du 22 prairial an II (10 juin 1794), il est envoyé à Brest en qualité d'accusateur public. Il y arrive le 9 mars 1794 en compagnie de Pierre-Louis Ragmey. Leur arrivée suscite de l'émoi dans la population puis lors du procès des 26 administrateurs du Finistère.
Le soir du 18 nivôse an III, à la suite d'une plaisanterie, le comité de surveillance révolutionnaire du district de Brest le fait arrêter « comme prévenu de propos contre-révolutionnaires » et interner à la maison d'arrêt. Les envoyés en mission Villers et Desrues profitent de l'affaire pour le faire conduire à Paris. S'emparant de ces faits, le 5 pluviôse an III (24 janvier 1795), les députés brestois le dénoncent à la Convention, qui décréte immédiatement son renvoi et celui des autres membres du tribunal devant le comité de sûreté générale. Le 22 pluviôse (10 février), les députés brestois complétent leurs dénonciations en déposant un rapport intitulé Les Crimes de l'ex-tribunal révolutionnaire de Brest, dénoncés au peuple français et à la Convention nationale, par les députés extraordinaires de cette commune.
Tandis qu'il était dirigé sur Paris, en vertu d'un arrêté des envoyés en mission du 29 pluviôse (17 février), la Convention, qui l'ignorait, vote le 16 prairial an III (4 juin 1795), sur un rapport de Génissieu, le renvoi des membres du tribunal révolutionnaire devant le tribunal de Brest.
Retenu à Évreux, il bénéficie des mesures d'amnistie votées par la Convention avant sa séparation, le 4 brumaire an IV (26 octobre 1795). Le 1er brumaire (23 octobre 1795), il écrit, de sa prison, au comité de législation:
« Citoïens représentants, du fond de ma prison, je viens d'apprendre qu'un mouvement de bienfaisance a engagé le commissaire des guerres de cette commune à vous écrire pour réclamer en ma faveur le bénéfice de la loi du 23 vendémiaire concernant les détenus.
Permettez, citoïens représentants, que dans deux ou trois jours au plus tard, je puisse vous faire parvenir un mémoire court et dans lequel j'aurai l'honneur de vous présenter des choses absolument neuves relatives à ma position et au droit que je crois avoir au bienfait de la loi du 23 vendémiaire. Je serai très exact à vous adresser ce mémoire important. Verteuil. »
Libéré, il vécut obscurément, par la suite, pendant près d'un quart d'un siècle. Il mourut au séminaire de Nancy après s'être réconcilié avec l'Église. Il est inhumé au cimetière Saint-Pierre.
Charles-Jean Barbaroux, qui le considère comme un ami de Robespierre dans ses Mémoires, le décrit « couvert de guenilles ».

## Apparence physique
En 1795, Donzé est décrit ainsi : « 59 ans, 5 pieds 2 pouces, cheveux et sourcils grisonnés, front haut, yeux gris, nez ordinaire, bouche petite, menton court, visage rond et plein ».

## Œuvres
- Antilogies et fragmens philosophiques, ou Collection méthodique des morceaux les plus curieux et les plus intéressans sur la religion, la philosophie, les sciences et les arts, extraits des écrits de la philosophie moderne, Amsterdam, 1774-1775, 4 volumes
- Derniers sentiments des plus illustres personnages condamnés à mort, ou Recueil des lettres qu'ils ont écrites dans les prisons, des discours qu'ils ont prononcés sur l'échafaud ; avec un précis historique de leur vie, de leurs procédures et des circonstances les plus intéressantes de leur mort, Paris, Moutard, 1775, 2 volumes
- Les Nuits attiques d'Aulu-Gelle, Paris, Dorez, 1776-1777, 3 volumes, 453 et 411 pages.

## Pour approfondir